# بوبريح
بوبريح قرية بقبيلة بني زروال بها ضريح مولاي العربي الدرقاوي مؤسس [بحاجة لمصدر], الزاوية الدرقاوية وضريح سيدي احمد بن يوسف بن ڭنون جد الشرفاء[بحاجة لمصدر], الكنونيين بقبيلة بني مسارة.

## وصلات داخلية
- المغرب
- الزاوية الدرقاوية
- زاية العلامة